# D’amour et d’eau fraîche (2010)
D’amour et d’eau fraîche ist ein französisches Filmdrama von Isabelle Czajka aus dem Jahr 2010.

## Handlung
Julie ist 23 und beginnt nach Ende ihres Studiums eine Arbeit bei der PR-Agentur Alter Ego. Schnell erkennt sie, dass die Arbeit nichts für sie ist: Statt anspruchsvolle Aufgaben zu erledigen, wird sie von ihrer Vorgesetzten als Kindermädchen benutzt und muss für Arbeitsbesprechungen Mittagessen beschaffen, nur um zu erkennen, dass während ihrer Abwesenheit andere diese Tätigkeit bereits schneller erledigt haben. Schon nach kurzer Zeit wird Julie entlassen. Um ihr 600-Euro-Zimmer in Paris bezahlen zu können, arbeitet sie nun in einem Fotoladen. Ein zweiter Job, in dem sie als Vertreter eines Verlages Haustürgeschäfte mit Rentnern abwickeln soll, überfordert sie menschlich. Am Ende schläft sie mit ihrem Chef und kündigt anschließend. Einziger Lichtblick dieser Arbeit ist Ben, den sie beim Vorstellungsgespräch kennengelernt hat. Er borgt ihr ein Auto und bietet ihr bei einem späteren Ausflug an, sie den Sommer über mit in ein Haus an der Grenze zu Spanien zu nehmen, das er renovieren soll. Julie lehnt ab, da sie Arbeit finden muss.
Im Sommer geht sie zu ihrer Mutter, bei der gerade ihr älterer Bruder Mathieu mit Frau und Kind zu Gast ist. Mathieu arbeitet in Schweden und plant, sich langfristig dort niederzulassen. Er hat Julie die Arbeit bei Alter Ego verschafft gehabt und ist nun entsetzt herauszufinden, dass Julie entlassen wurde. Er macht ihr Vorwürfe, ihr Leben wie ihr Vater zu vertrödeln und den Alltag nicht ernstzunehmen. Entnervt packt Julie ihre Sachen und geht. Sie ruft Ben an, der sie mit in die Villa an der spanischen Grenze nimmt. Ohne ihr Wissen stiehlt Ben an einer Tankstelle eine Sonnenbrille, die er ihr schenkt. Beide verbringen einen unbeschwerten Sommertag am See und schlafen schließlich miteinander.
Am nächsten Morgen findet Julie in einer Schublade eine Pistole. Die Villa wiederum macht keinen heruntergekommenen Eindruck, sodass auch Bens Angabe, sie renovieren zu müssen, nicht zu stimmen scheint. Ben gibt schließlich zu, für einen Job an der Grenze zu sein: Er schmuggle mit seinem Wagen Waffen über die Grenze, die Arbeit dauere nur eine halbe Stunde und sei gut bezahlt. Julie willigt ein, mitzukommen, und beide testen die Schusswaffe aus. Später fahren sie unbehelligt über die Grenze nach Spanien, wechseln dort den Wagen und fahren zurück nach Frankreich. Kurz vor der Grenze wird Ben von einem ihm unbekannten Mann angesprochen, der ihn nach einem Handy fragt. Ben ist misstrauisch, doch gelangen er und Julie ohne Probleme zurück nach Frankreich. Hier wechseln sie erneut den Wagen und finden im neuen Auto auch die 3000 Euro als Bezahlung für den Einsatz vor. Sie gehen übermütig in einen nahegelegenen Supermarkt. Als sie ihn verlassen, wird Ben festgenommen. Julie zieht die Pistole und bedroht den Polizisten. Sie und Ben flüchten in ihrem Wagen, werden jedoch nach kurzer Zeit gestellt und verhaftet. Auf dem Polizeirevier wird Julie nach ihren Personalien gefragt. Sie antwortet, wie sie es noch einige Wochen zuvor in einem Bewerbungsgespräch getan hat.

## Produktion
D’amour et d’eau fraîche wurde unter anderem in Paris und Umgebung gedreht. Die Szenen, in denen Julie auf die Kinder ihrer Chefin aufpasst, entstanden im Disneyland Paris. Die Kostüme schuf Christel Birot, die Filmbauten stammen von Nathaly Dubois. Der Film kam am 18. August 2010 in die französischen Kinos, wo er von 43.565 Zuschauern gesehen wurde. Er erschien im Januar 2011 in Frankreich auf DVD.
Es war nach L’année suivante der zweite Langfilm von Regisseurin Isabelle Czajka; auch in ihrem ersten Film hatte Anaïs Demoustier eine Hauptrolle übernommen. D’amour et d’eau fraîche entspricht etwa der Redewendung „Von Liebe und Luft [leben]“.

## Auszeichnungen
Auf der César-Verleihung 2011 erhielt Anaïs Demoustier eine César-Nominierung in der Kategorie Beste Nachwuchsdarstellerin, Pio Marmaï wurde für einen César als Bester Nachwuchsdarsteller nominiert.